# Ragna Ljungdell
Ragna Elisabeth Ljungdell-Erlandsson, född 4 maj 1905 i Helsingfors, död 2 november 1975, var en finlandssvensk översättare och litteraturvetare.
Hon var dotter till Ruben och Elin Ljungdell. År 1943 gifte hon sig med svenske översten Adolf Per Erlandsson, men äktenskapet slutade i skilsmässa.
Hon översatte till svenska bland andra Helvi Hämäläinen och Elvi Sinervo.

## Verk
- Ljungdell, Ragna (1938). Vilhelm Grönbech, diktare och profet. Köpenhamn. Libris 2783195
- Ljungdell, Ragna (1945). Det oförstörbara: studier, skisser, profiler. Stockholm: Ljus. Libris 1401682
- Ljungdell, Ragna (1947). Flyttfåglar vänder åter över haven. Stockholm. Libris 2783194

## Översättningar
- Hämäläinen, Helvi (1939). Vattnet i rännstenen: roman. Stockholm: Norstedt. Libris 1372038
- Hämäläinen, Helvi (1940). Byn brinner: roman. Stockholm: Norstedt. Libris 1372037
- Hämäläinen, Helvi (1944). Förpliktelse: roman. Stockholm: Norstedt. Libris 1408174
- Kiviranta, Eero (1944). Krigskamrater. Stockholm: Norstedt. Libris 1417565
- Sinervo, Elvi (1945). Smeden i Palava by. Stockholm: Ljus. Libris 1427061
- Swinnerton, Frank (1946). En kvinna i solsken. Stockholm: Ljus. Libris 1429987
- Ljungdell, Ragna (1947). Modern finsk lyrik: ett urval i svensk tolkning jämte inledning. Stockholm: Bonnier. Libris 1401681